# Eugeni Ferrer i Dalmau
Eugeni Ferrer i Dalmau (Mataró, 1871 — Terrassa, 1934) fou un enginyer químic i naturalista català.
Especialitzat en botànica i entomologia, va publicar un Assaig monogràfic sobre les cicindeles catalanes (1911). També va col·laborar amb Joan Cadevall i Diars en estudis sobre flora catalana. Va ser president de la Institució Catalana d'Història Natural, de la qual n'era soci fundador.